# Sajóvámos
Sajóvámos är en kommun i Borsod-Abaúj-Zemplén-provinsen i nordöstra Ungern. Kommunen utgör en del av distriktet Miskolc.

## Geografi
Sajóvámos ligger i nordöstra Ungern, 10 km norr om provinsens huvudstad Miskolc som är Ungerns tredje största stad. Sajóvámos är beläget nära den meandrande Sajó som är en biflod till Tisza. Direkt angränsande kommuner är Sajósenye och Sajópálfala. 

## Grannkommuner
- Sajósenye (2 km),
- Sajópálfala (3 km),
- Szirmabesenyő (5 km).

## Historia
Det första kända omnämnandet av en ort i området är Regestraum Varadi från år 1219.

## Befolkningsförändring
- 1930 1 811 ▲
- 1991: 2 184 ▲ 6
- 1992: 2 207 ▲ 23
- 1993: 2 199 ▼ 8
- 1994: 2 196 ▼ 3
- 1995: 2 232 ▲ 36
- 1996: 2 226 ▼ 6
- 1997: 2 241 ▲ 15
- 1998: 2 225 ▼ 16
- 1999: 2 195  ▼ 30
- 2000: 2 198  ▲ 3
- 2001: 2 246  ▲ 48
- 2002: 2 243  ▼ 3
- 2003: 2 250  ▲ 7
- 2004: 2 303  ▲ 53
- 2005: 2 294  ▼ 9
- 2006: 2 266  ▼ 28
- 2007: 2 279  ▲ 13
- 2008: 2 256  ▼ 23
- 2009: 2 247  ▼ 9
- 2010: 2 227  ▼ 20
- 2011: 2 213  ▼ 14

## Fördelning av befolkning
- 0–14-åringar: 414 invånare = 18,7 % ▲
- 15–60-åringar: 1 487 invånare = 67,2 % ▼
- 61 år eller äldre: 312 invånare = 14,1 % ▼

## Etniska grupper
Byns befolkning består till 99 % ungrare  och 1 % är romer.

## Vänorter
- Mýtne Ludany, Slovakien (2011)

## Vissa uppgifter
- Levande födda (1 000 invånare): 13,1 (2010) ▲
- Dödlighet (1 000 invånare): 14,4 (2010) ▲
- Personlig inkomstskatt: 80.000 HUF (2010) ▲
- S Hus: 782 (2011) ▲

## Sevärdheter

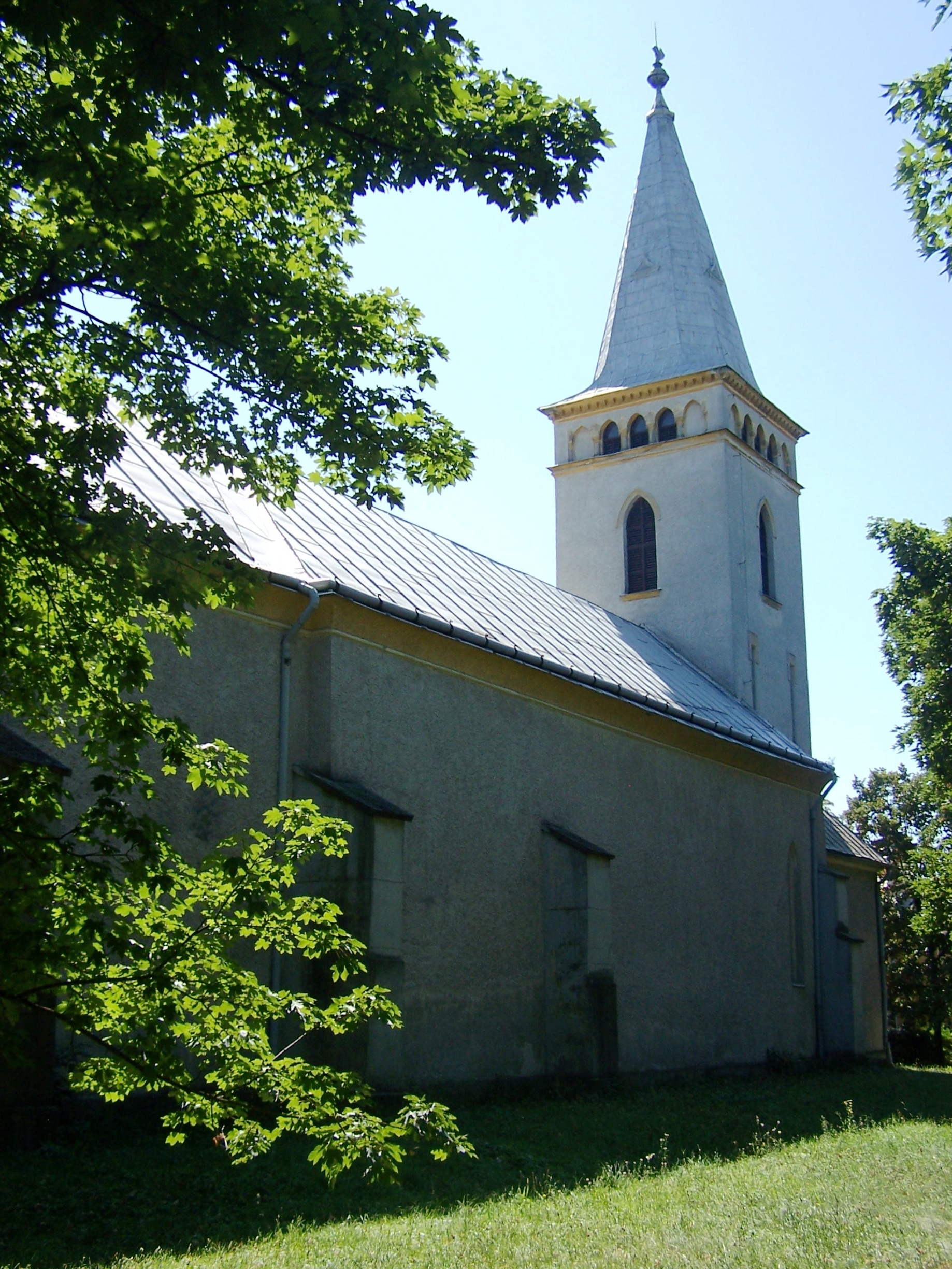
Reformerta kyrkan.

- Kossuth Community Center
- 1956 Monument i "Kossuth torget'
- Katolska kyrkan
- Grekisk-katolska kyrkan
- Reformerta kyrkan